# Phyllostachydius
Phyllostachydius is een geslacht van rechtvleugeligen uit de familie sabelsprinkhanen (Tettigoniidae). De wetenschappelijke naam van dit geslacht is voor het eerst geldig gepubliceerd in 1954 door Max Beier.

## Soorten
Het geslacht Phyllostachydius omvat de volgende soorten:
- Phyllostachydius longipennis Beier, 1954
- Phyllostachydius scops Burmeister, 1838